# GAC-Toyota iA5
GAC-Toyota iA5 – elektryczny samochód osobowy klasy kompaktowej produkowany przez chińsko-japońskie joint venture GAC Toyota od 2019 roku.

## Historia i opis modelu

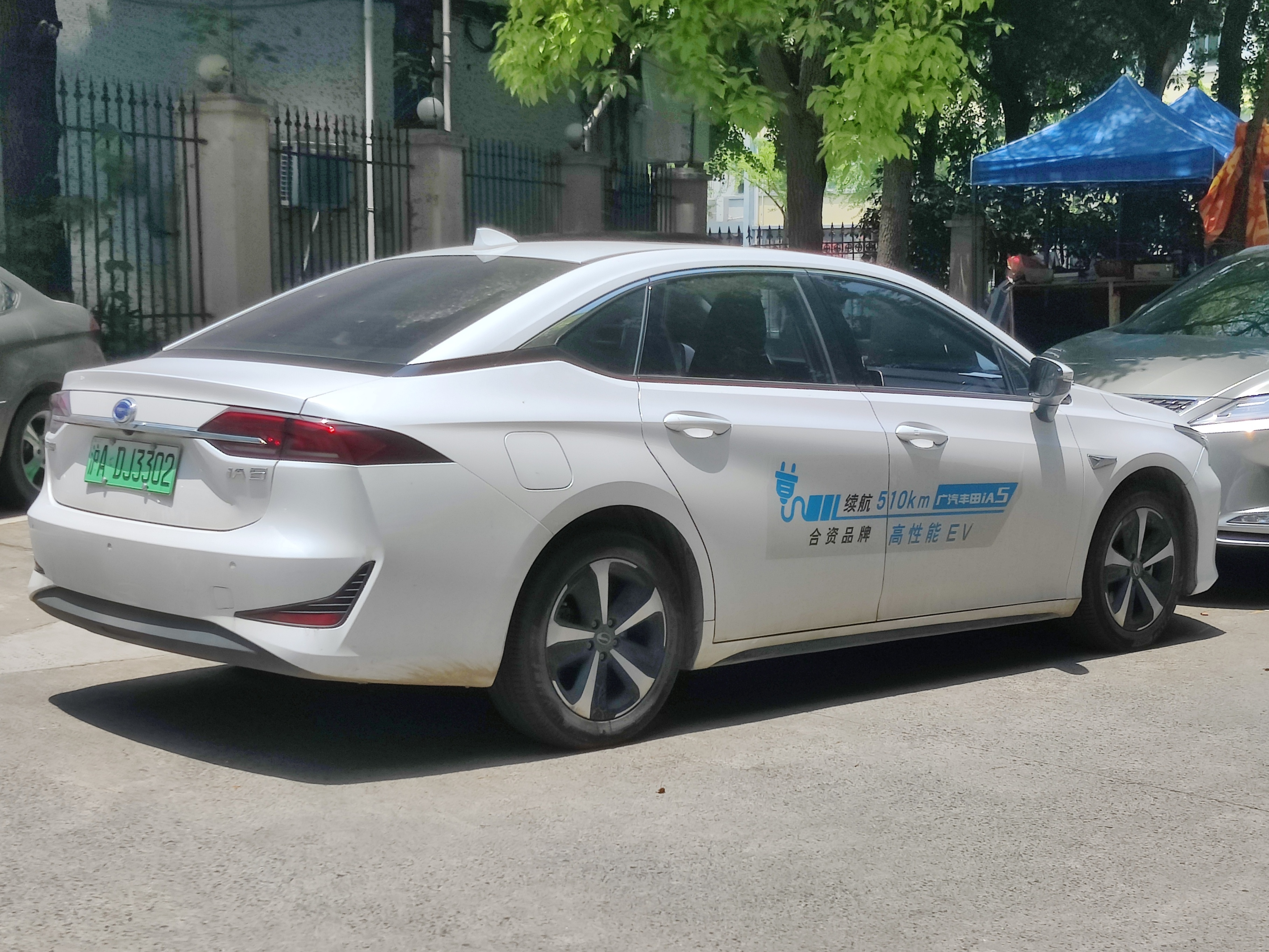
GAC-Toyota iA5 - tył

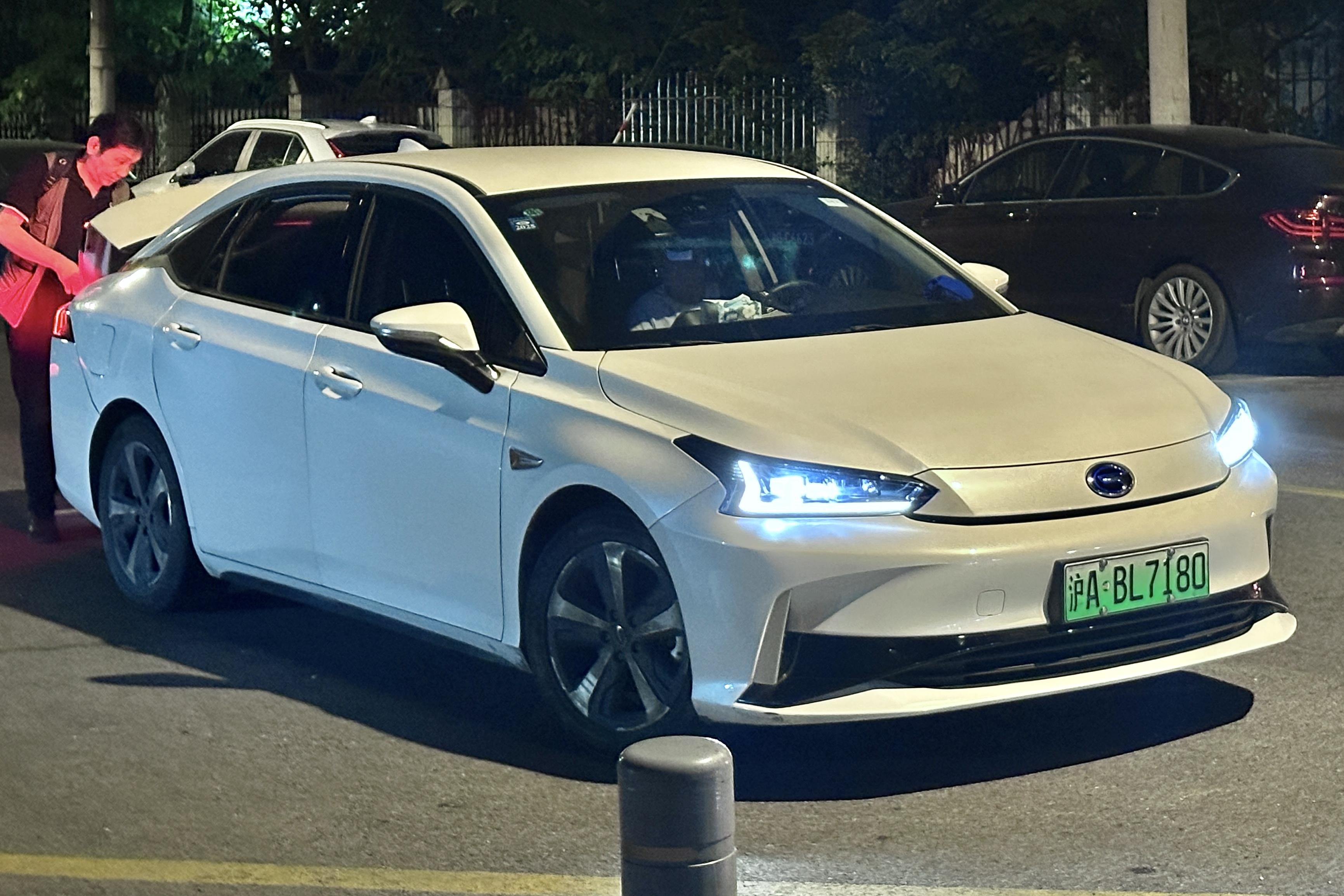
GAC-Toyota iA5 po liftingu

We wrześniu 2019 chiński oddział Toyoty, tworzony przez joint venture GAC Toyota, ponownie nawiązał współpracę ze swoim partnerem, koncernem GAC Group, i zapożyczył z jego portfolio jeszcze jeden zelektryfikowany samochód po SUV-ie iX4. Tym razem opracowano pochodną elektrycznego sedana GAC Aion S, zwiększając tym samym udział niskoemisyjnych samochodów wymagany wówczas przez chińskie regulacje.
Choć samochód nie otrzymał logotypów Toyoty i ograniczył się do niewielkiego napisu "GAC-Toyota" na klapie bagażnika, tak otrzymał on obszerne modyfikacje wizualne odróżniające od pierwowzoru. Z przodu przeprojektowano kształt reflektorów i inaczej ukształtowano zderzak, z kolei tylne lampy pozbawiono połączenia, a miejsce na tablicę rejestracyjną przeniesiono ze zderzaka na klapę. Kabina pasażerska pozostała bez zmian, w całośic adaptując oryginalny projekt.

### Lifting
Wiosną 2024 roku GAC-Toyota iA5 przeszła modernizację. Samochód zyskał przeprojektowany pas przedni, z innym wyglądem zderzaka, który zyskał większy dolny wlot powietrza i charakterystyczną poprzeczkę pomiędzy reflektorami. Ponadto wprowadzono także zmiany w układzie kabiny pasażerskiej, na czele z konsolą centralną.

### Sprzedaż
GAC-Toyota iA5 powstał wyłącznie z myślą o wewnętrznym rynku chińskim, gdzie wzbogacił ofertę lokalnego joint venture GAC Toyota i poszerzył niewielką wówczas gamę samochodów w pełni elektrycznych. Samochód kwalifikował się w momencie premiery rynkowej jesienią 2019 roku na subsydia chińskiego rządu do zakupu, z cennikiem kształtującym się od 169 800 do 192 800 juanów.

### Dane techniczne
Podobnie jak pierwowzór marki GAC Aion, tak i GAC-Toyota iA5 został wyposażony w pełni elektryczny układ napędowy. Utworzył go silnik o mocy 184 KM i 300 Nm maksymalnego momentu obrotowego. Bateria o pojemności 58,8 kWh pozwoliła na przejechanie do 510 kilometrów na jednym ładownaiu według chińskiego cyklu pomiarowego NEDC. Stan naładowania akumulatora od 30% do 80% można uzupełnić w 34 minuty.